# Вещественная аналитическая функция
Вещественная аналитическая функция — вещественная функция, представимая в окрестности каждой точки степенным рядом. Эквивалентное определение: вещественная функция, равная в окрестности каждой точки области определения своему ряду Тейлора.

## Определение
Пусть {\displaystyle f\colon G\subset \mathbb {R} \rightarrow \mathbb {R} } определена во внутренней точке своей области определения {\displaystyle a\in G}. Функция {\displaystyle f} называется аналитической в точке {\displaystyle a}, если в некоторой окрестности этой точки она представима степенным рядом с центром в этой точке. Это означает, что в некоторой окрестности точки {\displaystyle a} функция {\displaystyle f} представляется в виде
{\displaystyle f(x)=\sum _{n=0}^{\infty }b_{n}(x-a)^{n}}.
Это определение можно обобщить на случай функции многих переменных. Пусть теперь {\displaystyle f\colon G\subset \mathbb {R} ^{n}\rightarrow \mathbb {R} } — функция многих переменных, {\displaystyle a\in G} — внутренняя точка области определения. Функция {\displaystyle f} называется аналитической в точке {\displaystyle a}, если в некоторой окрестности этой точки она представима кратным степенным рядом с центром в этой точке, то есть представляется в виде
{\displaystyle f(x_{1},\ldots ,x_{n})=\sum _{i_{1},\ldots ,i_{n}=0}^{\infty }b_{i_{1},\ldots ,i_{n}}(x_{i_{1}}-a_{i_{1}})^{i_{1}}\ldots (x_{i_{n}}-a_{i_{n}})^{i_{n}}}.
Вектор-функция {\displaystyle f\colon G\subset \mathbb {R} ^{n}\rightarrow \mathbb {R} ^{m}} называется аналитической в точке {\displaystyle a\in G}, если в этой точке аналитичны все её компоненты.
Функция {\displaystyle f} называется аналитической на открытом множестве {\displaystyle G}, если она аналитична в каждой точке этого множества. Множество всех аналитичных на открытом множестве {\displaystyle G} функций обозначается {\displaystyle C^{\omega }(G)}.
Функция {\displaystyle f} называется аналитической, если она аналитична на своей области определения.

## Ряд Тейлора
Если функция одной переменной раскладывается в окрестности точки {\displaystyle a} в степенной ряд {\displaystyle \sum _{n=0}^{\infty }b_{n}(x-a)^{n}}, то в этой точке у неё существуют производные всех порядков и коэффициенты этого ряда рассчитываются по формуле:
{\displaystyle b_{n}={\frac {f^{(n)}(a)}{n!}}}.
Таким образом, в окрестности точки {\displaystyle a}
{\displaystyle f(x)=\sum _{n=0}^{\infty }{\frac {f^{(n)}(a)}{n!}}(x-a)^{n}}
Аналогично, для функции многих переменных в точке аналитичности {\displaystyle a} существуют смешанные частные производные всех порядков и
{\displaystyle b_{i_{1},\ldots ,i_{n}}={\frac {1}{i_{1}!\ldots i_{n}!}}{\frac {\partial ^{i_{1}+\ldots +i_{n}}f(a)}{\partial x_{1}^{i_{1}}\ldots \partial x_{n}^{i_{n}}}}}
Тогда в окрестности точки {\displaystyle a}
{\displaystyle f(x_{1},\ldots ,x_{n})=\sum _{i_{1},\ldots ,i_{n}=0}^{\infty }{\frac {1}{i_{1}!\ldots i_{n}!}}{\frac {\partial ^{i_{1}+\ldots +i_{n}}f(a)}{\partial x_{1}^{i_{1}}\ldots \partial x_{n}^{i_{n}}}}(x_{i_{1}}-a_{i_{1}})^{i_{1}}\ldots (x_{i_{n}}-a_{i_{n}})^{i_{n}}}
Данные формулы тривиально выводятся дифференцированием степенных рядов.
Для того, чтобы степенной ряд с такими коэффициентами был определён, достаточно существование производных всех порядков в точке. Из этого отнюдь не следует аналитичности функции: такой ряд может не совпадать с функцией ни в какой окрестности точки или вообще сходиться только в самой точке {\displaystyle a}. Этот ряд, вне зависимости от того сходится ли он где-то к своей функции, называется рядом Тейлора функции {\displaystyle f} в точке {\displaystyle a}. Таким образом, из аналитичности следует существование ряда Тейлора, но из существования ряда Тейлора аналитичность не следует.
На понятии ряда Тейлора основано эквивалентное определение аналитичности:
Функция {\displaystyle f} называется аналитической во внутренней точке области определения {\displaystyle a}, если в некоторой окрестности этой точки функция совпадает со своим рядом Тейлора.
Следующие примеры показывают функции, имеющие в точке ряд Тейлора, но не аналитичные в ней:
- {\displaystyle g(x)={\begin{cases}e^{-{\frac {1}{x^{2}}}}&x\neq 0;\\0&x=0.\end{cases}}}

Можно показать, что эта функция бесконечно-дифференцируема в нуле и все её производные равны нулю. Ряд Тейлора в точки {\displaystyle 0} имеет вид
{\displaystyle \sum _{n=0}^{\infty }0\cdot x^{n}}.
Ряд Тейлора сходится в окрестности точки {\displaystyle 0}, однако ни в какой её окрестности он не равен функции {\displaystyle g(x)}.
- {\displaystyle h(x)=\sum _{n=0}^{\infty }e^{-n}\cos {n^{2}x}}

Её ряд Тейлора в точке {\displaystyle 0} сходится только в точке {\displaystyle 0}. Ни в одной окрестности нуля он не сходится и говорить о равенстве его функции {\displaystyle h(x)} не имеет смысла.
Эти примеры показывают, что существование и даже сходимость ряда Тейлора в некоторой окрестности не являются достаточными для аналитичности функции.

## Свойства
Любая аналитическая функция является бесконечно-дифференцируемой, но не любая бесконечно-дифференцируемая является аналитической. Примерами бесконечно-дифференцируемых, но не аналитических функций могут служить приведённые выше примеры, поскольку в одномерном случае существование ряда Тейлора равносильно бесконечной дифференцируемости. Другими словами, имеет место строгое включение:
{\displaystyle C^{\omega }(G)\subset C^{\infty }(G)}.
Аналитичность по каждой переменной в отдельности не влечёт аналитичности в целом. Этот факт является отличием от комплексного случая, в котором по теореме Хартогса из аналитичности по каждой переменной в отдельности следует аналитичность в целом.

### Операции над аналитическими функциями
Свойства можно применить как к аналитичности в точке, так и к аналитичности на открытом множестве.
- Линейная комбинация аналитических функций аналитична.
- Произведение аналитических функций аналитично.
- Деление аналитических функций будет аналитичным на открытом множестве, если делитель нигде на этом множестве не принимает значение {\displaystyle 0}. Для аналитичности в точке требуется, чтобы делитель не обращался в {\displaystyle 0} в какой-нибудь окрестности этой точки.
- Композиция аналитических функций аналитична. Это понимается в следующем смысле: если {\displaystyle g} аналитична в {\displaystyle a}, {\displaystyle f} аналитична в {\displaystyle g(a)}, то {\displaystyle f\circ g} аналитична в {\displaystyle a}. Для множеств можно сформулировать так: если {\displaystyle g} аналитична на множестве {\displaystyle A}, {\displaystyle f} аналитична в каждой точке {\displaystyle g(A)}, то {\displaystyle f\circ g} аналитична на {\displaystyle A}.
- Производная любого порядка для аналитической функции одной переменной тоже является аналитической. Частные производные любого порядка аналитической функции многих переменных являются аналитическими.
- Первообразная аналитической функции одной переменной аналитична. Для случая нескольких переменных можно обобщить это свойство рассматривая первообразную по одной из переменных.
- Предыдущее свойство можно сформулировать в терминах интегралов с верхним переменным пределом. Пусть функция одной переменной {\displaystyle f} аналитична на открытом множестве {\displaystyle A}, {\displaystyle a\in A}.

Тогда {\displaystyle \int \limits _{a}^{x}f(t)\,dt} аналитична на {\displaystyle A}. Для функций нескольких переменных вновь можно просто рассмотреть интеграл только по одной из переменных.
Ряды Тейлора в точках результата операций можно получить выполняя соответствующие операции над рядами: умножение степенных рядов, деление, композицию, почленное дифференцирование и интегрирование и так далее. При некоторых из этих операций радиусы сходимости рядов могут измениться.

### Аналитичность на множестве
Если функция {\displaystyle f} представляется на некотором открытом множестве степенным рядом (не важно с центром в какой точке), то она аналитична в каждой точке этого множества. Но в обратную сторону это не работает. Аналитичность на множестве вовсе не означает представимость функции одним степенным рядом на всём этом множестве, даже если это множество может быть областью сходимости степенного ряда или содержаться в таковой. Оно означает лишь представимость в некоторой окрестности каждой точки, причём разными рядами. Стандартным примером служит функция {\displaystyle f(x)={\frac {1}{1+x^{2}}}}. Она аналитична на всей числовой прямой: в окрестности любой точки можно представить эту функцию как степенной ряд с центром в этой точке. В точке {\displaystyle 0} таким рядом будет:
{\displaystyle \sum _{n=0}^{\infty }(-1)^{n}x^{2n}}
Интервал сходимости этого ряда {\displaystyle (-1;1)}. В этом интервале ряд сходится к своей функции. Однако в точках {\displaystyle x>1} и {\displaystyle x<-1} ряд расходится, несмотря на то, что в тех точках функция тоже аналитична. Можно показать даже большее: никаким степенным рядом ни в какой точке нельзя представить эту функцию полностью, только лишь в некотором интервале.
Аналитическая в точке {\displaystyle a} функция {\displaystyle f(x)}, может не совпадать со своим рядом Тейлора на всей его области сходимости, а только в некоторой части (например для кусочных функций). Однако, если в некоторой подобласти области сходимости ряда Тейлора в точке {\displaystyle a} функция аналитична и эта подобласть содержит точку {\displaystyle a}, то функция совпадёт с указанным рядом на всей этой подобласти.

### Обратная и неявная функции
Для аналитических функций есть аналоги теорем о неявной и об обратной функции.
- Теорема об обратной функции. Пусть {\displaystyle f\colon G\subset \mathbb {R} ^{n}\rightarrow \mathbb {R} ^{n}} аналитична в точке {\displaystyle a\in G} и якобиан в этой точке не равен нулю. Тогда в некоторой окрестности {\displaystyle U} точки {\displaystyle a} существует и единственна обратная функция {\displaystyle f^{-1}\colon f(U)\rightarrow U}, причём она аналитична в {\displaystyle f(a)}.[12]
- Теорема о неявной функции. Пусть {\displaystyle F\colon G\subset \mathbb {R} ^{n}\times \mathbb {R} ^{m}\rightarrow \mathbb {R} ^{m}} аналитична в точке {\displaystyle (a,b)\in G} и {\displaystyle {\bigg |}{\frac {\partial F}{\partial y}}(a){\bigg |}\neq 0}. Тогда уравнение {\displaystyle F(x,y)=F(a,b)} задаёт аналитическую неявную функцию {\displaystyle y=f(x)} в некоторой окрестности точки {\displaystyle (a,b)}. Это означает, что для некоторой окрестности точки {\displaystyle (a,b)} вида {\displaystyle U=U_{x}\times U_{y}}, где {\displaystyle U_{x}} — окрестность точки {\displaystyle a} в {\displaystyle \mathbb {R} ^{n}}, а {\displaystyle U_{y}} — окрестность точки {\displaystyle b} в {\displaystyle \mathbb {R} ^{m}}, можно задать единственным образом функцию {\displaystyle f\colon U_{x}\rightarrow U_{y}} такую, что {\displaystyle F(x,y)=F(a,b)\Leftrightarrow y=f(x)\ \forall (x,y)\in U}, причём она будет аналитической в точке {\displaystyle a}.[12]

Эти теоремы позволяют сказать, что при определённых условиях неявная и обратная к аналитической функции будут аналитическими. По теоремам можно доказывать аналитичность для уже найденных обратных и неявных функций, используя их единственность.
- Аналитичность обратной функции. Пусть биекция областей {\displaystyle f\colon G\subset \mathbb {R} ^{n}\rightarrow H\subset \mathbb {R} ^{n}} аналитична и её якобиан не равен нулю нигде, {\displaystyle f^{-1}\colon H\subset \mathbb {R} ^{n}\rightarrow G\subset \mathbb {R} ^{n}} — обратная к ней. Тогда {\displaystyle f^{-1}} аналитична. Ряд Тейлора для обратной функции можно посчитать по формуле обращения ряда.
- Аналитичность неявной функции. Пусть {\displaystyle F\colon G\subset \mathbb {R} ^{n}\times \mathbb {R} ^{m}\rightarrow \mathbb {R} ^{m}} — аналитическая в области {\displaystyle G} функция и якобиан по {\displaystyle y} во всех точках отличен от нуля. {\displaystyle f\colon H\subset \mathbb {R} ^{n}\rightarrow \mathbb {R} ^{m}} — неявная функция, определённая в области {\displaystyle H} и заданная уравнением {\displaystyle F(x,y)=0} в том смысле, что {\displaystyle F(x,y)=0\Leftrightarrow y=f(x)\ \forall (x,y)\in U}. Тогда {\displaystyle f} — аналитична.

## Аналитическое продолжение
Пусть функция {\displaystyle f} определена в области {\displaystyle G} и аналитична на ней. Может так получиться, что в некоторой точке область сходимость ряда Тейлора выйдет за пределы области {\displaystyle G}. Тогда функцию на эту область можно продолжить соответствующими значениями ряда Тейлора. Возможно, что в новых точках область сходимости снова выйдет за пределы области определения, и функцию снова можно будет продолжить. Такая процедура называется аналитическим продолжением. Более формально:
Пусть {\displaystyle f} определена в области {\displaystyle F} и аналитична на ней, {\displaystyle g} определена в области {\displaystyle G} и аналитична на ней, {\displaystyle G\subset F} и {\displaystyle f=g} на {\displaystyle G}. Тогда говорят, что {\displaystyle f} — аналитическое продолжение {\displaystyle g}.
Для любой аналитической в области функции существует максимальное аналитическое продолжение. Все остальные аналитические продолжения получаются ограничением максимального на область их определения, а максимальное есть объединение всех аналитических продолжений. Таким образом, разные аналитические продолжения не могут дать разных значений в одной точке, через какие бы области мы их не продолжали. Это в корне отличается от аналитического продолжения в комплексном анализе, которое может давать разные значения при аналитическом продолжении по разным путям, из-за чего и возникают такие конструкции, как многозначные аналитические функции.
При помощи аналитического продолжения можно восстановить всю функцию {\displaystyle {\frac {1}{1+x^{2}}}} по её значениям на некотором интервале, даже несмотря на то, что её ряд Тейлора сходится не везде. Однако например функцию {\displaystyle {\frac {1}{1-x^{2}}}} так восстановить уже не получится. Зная значения на некотором интервале внутри {\displaystyle (-1;1)} её можно восстановить только до всего интервала {\displaystyle (-1;1)}, но не дальше. Значения на разных промежутках области определения оказываются не связаны. Чтобы восстановить функцию полностью, необходим выход в комплексную плоскость. Вещественное аналитическое продолжение не может восстановить многие функции, которые может восстановить комплексное.

## Исследование на аналитичность
Одним из способов доказательства вещественной аналитичности функции является переход в комплексную область. Проверка аналитичности для функций комплексной переменной намного проще и сводится к исследованию функции на дифференцируемость.
Вещественная функция аналитична на открытом множестве тогда и только тогда, когда её остаточный член в формуле Тейлора стремится к нулю на всём этом множестве. Представив этот член в форме Коши или какой-либо другой, можно исследовать его на сходимость к нулю и получить ответ об аналитичности функции.
Из предыдущего метода выводится следующий признак аналитичности:
Пусть производные всех порядков функции одной переменной {\displaystyle f} на открытом множестве ограничены в совокупности, то есть существует такое {\displaystyle M>0}, что
{\displaystyle |f^{(n)}(x)|\leq M},
причём {\displaystyle M} не зависит ни от порядка производной, ни от точки {\displaystyle x}. Тогда функция аналитична на этом множестве.
Несколько ослабив это условие, можно получить критерий аналитичности. Критерий аналитичности формулируется для аналитичности в точке.
Пусть для точки {\displaystyle a} существует интервал {\displaystyle J}, на котором функция одной переменной {\displaystyle f} определена и {\displaystyle a\in J}, а также существуют числа {\displaystyle C>0} и {\displaystyle R>0} такие, что
{\displaystyle |f^{(n)}(x)|\leq C\cdot {\frac {n!}{R^{n}}}}.
Тогда функция аналитична в {\displaystyle a}.
И признак, и критерий обобщаются на случай функций многих переменных. Признак формулируется так.
Пусть все частные производные {\displaystyle f} на открытом множестве ограничены в совокупности, то есть существует такое {\displaystyle M>0}, что
{\displaystyle \left|{\frac {\partial ^{i_{1}+\ldots +i_{n}}f(x)}{\partial x_{1}^{i_{1}}\ldots \partial x_{n}^{i_{n}}}}\right|\leq M}.
Тогда функция на этом множестве аналитична.
Критерий тогда выглядит так.
Пусть для точки {\displaystyle a} существует окрестность {\displaystyle J}, на которой функция {\displaystyle f} определена, а также существуют числа {\displaystyle C>0} и {\displaystyle R>0} такие, что
{\displaystyle \left|{\frac {\partial ^{i_{1}+\ldots +i_{n}}f(x)}{\partial x_{1}^{i_{1}}\ldots \partial x_{n}^{i_{n}}}}\right|\leq C\cdot {\frac {{(i_{1}+\ldots +i_{n})}!}{R^{i_{1}+\ldots +i_{n}}}}}.
Тогда функция аналитична в {\displaystyle a}.

## Примеры
- Любая полиномиальная функция.
- Любая рациональная функция на своей области определения.
- Показательная функция {\displaystyle f(x)=a^{x}}, {\displaystyle a>0}.
- Арифметические корни аналитичны везде на своей области определения, кроме нуля. Таким образом, корни чётной степени аналитичны на {\displaystyle (0;+\infty )}, а корни нечётной — на {\displaystyle (-\infty ;0)} и {\displaystyle (0;+\infty )}.
- Тригонометрические и гиперболические функции.
- Обратные тригонометрические и гиперболические функции во внутренних точках своей области определения.